# Pádis-fennsík
A Pádis-fennsík (románul Platoul Padiş) karsztfennsík Romániában, Bihar megyében, Vasaskőfalva község területén, IUCN IV-es besorolású természetvédelmi terület. 

## Neve
A Pádis név szláv eredetű, jelentése katlan.

## Elhelyezkedése és megközelítése
A Bihar-hegység északi részén, 1280 méteres magasságon helyezkedik el.
A Nagyváradot Dévával összekötő 76-os főúton Kisszedresnél letérve a DJ 763-as megyei úton érhető el Vasaskőfalva, innen a Köves-Körös mentén haladva Boga üdülőtelepnél jobbra ágazik el egy aszfaltút, amely Pádisra vezet.
Kolozs megye irányából a fennsík nem vagy nehezen közelíthető meg személygépkocsival.
A fennsíkra jelzett turistaösvény vezet Biharfüred, Vasaskőfalva, a Vértop-hágó, Lepus, Felsőgirda község illetve az Aranyosfői-jégbarlang irányából.
A fennsík területe mintegy 36–37 négyzetkilométer, ebből a természetvédelmi terület 39 hektár. A fennsíkot övező hegyek közül a legmagasabbak a Kék-Magura (1642 méter) és a Galbina-kőköz (1100 méter).

## Geológiai és hidrogeológiai jellemzői
A fennsíkot alsó triász törmelékes üledékes kőzetek, alsó jura vízzáró kőzetek illetve permi rétegek alkotják. Elterjedtek a középső és felső triász mészkövek és dolomitok.
A fennsíkon számos karsztjelenség alakult ki (barlangok, dolinák, zsombolyok, víznyelők, búvópatakok). Itt található Románia legmélyebb barlangja, a V5-barlang.
A felszín alatti vizek két hidrogeológiai rendszert alkotnak: az egyik a Boga-patakot, a másik a Galbina-patakot táplálja. A felszín alatti karsztos megcsapolású medencék közül a legnagyobb a Barsa-katlan.

## Éghajlata
A fennsík éghajlata csapadékos és hideg. A hőmérséklet éves átlaga 3 Celsius-fok, a legmelegebb nyári napokon 25 fok. Novemberben már havazik, és a hó áprilisig kitart. A karsztfelület miatt a hideg levegő a dolinákban gyűlik össze. Egyes dolinák fenekén tó található, amely összegyűjti a nap melegét. Este a tavak feletti meleg levegő felemelkedik, és behatol a fennsík feletti hideg légrétegbe; ennek során egy méternyi ködréteg alakul ki.
1961. július 4-én és 5-én éjjel a hőmérséklet annyira lecsökkent, hogy a források és itatók vize befagyott.

## Növényvilága
A fennsíkon négyszáznegyven növényfaj található, köztük számos endemikus és dacikus faj is: Jósika-orgona (Syringa josikaea), Joó-ibolya (Viola jooi), a kéküstökű csormolya (Melamphyrum bihariense),  a Dianthus julii wolfii nevű szegfűfaj. Fellelhető továbbá a sárga gyűszűvirág, havasi kakicsvirág (Cicerbita alpina), piros mécsvirág (Melandrium sylvestre), hegyi árnika (Arnica montana), zergeboglár (Trollius), nagy völgycsillag (Astrantia major), turbánliliom (Lilium martagon), Kitaibel-nyalábcsengőke (Edraianthus graminifolius subsp. kitaibelii), mohos csitri (Moehringia muscosa), tőzegáfonya  (Vaccinium oxycoccos), kereklevelű harmatfű (Drosera rotundifolia), tőzegrozmaring (Andromeda polifolia). A területen több szubarktikus mohafaj is jelen van, például az Amblyodon dealbatus, Cyrtomnium hymenophylloides, Drepanocladus pseudostramineus, Meesia uliginosa, Tortella fragilis.
A csapadék gyors elszivárgása miatt a fennsíkon alig vannak fás növények. A területet körülvevő hegyvidéken a hőinverzió következtében a fenyvesek az alsó (hűvösebb), a tölgyes–gyertyános–bükkös erdők a felső (melegebb) szinteken fordulnak elő.

## Állatvilága
A fennsíkon rókák (Vulpes vulpes), őzek (Capreolus capreolus), mókusok (Sciurus vulgaris), nyulak, a magasabb területeken farkasok (Canis lupus), barnamedvék (Ursus arctos) és vaddisznók (Sus scrofa) élnek.
Egyes kihalt állatfajok jelenlétére már csak a csontleletek utalnak: barlangi medve (Ursus spelaeus), őstulok (Bos primigenius), bölény (Bison bonasus). A Boga-patak völgyébe visszatelepítették a zergét (Rupicapra rupicapra) és szarvast (Cervus elaphus).

## Turizmus és környezetvédelem
Az Erdélyi-középhegységben turisztikai szempontból a legjelentősebb a Pádis-fennsík – Csodavár övezet, ahol nagy számban fordulnak elő turisztikai célpontok (szorosok, barlangok, zsombolyok, meredélyek, víznyelők): maga a Pádis-fennsík, Ponor-rét, Elveszett Világ, Csodavár, Barsza-katlan, Eszkimó-jégbarlang, Galbena-völgy, Rozsda-szakadék.

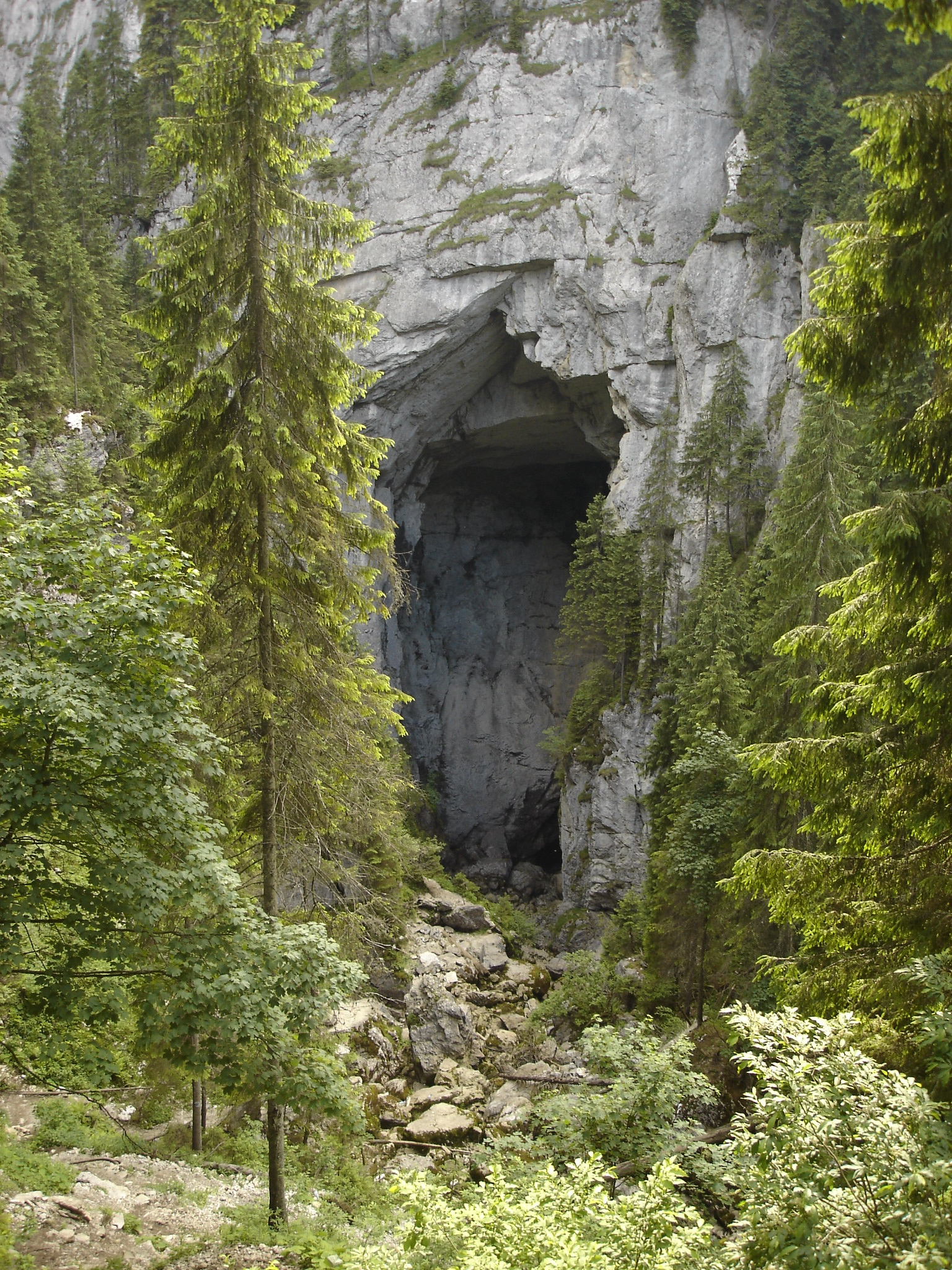
A Csodavár kapuja
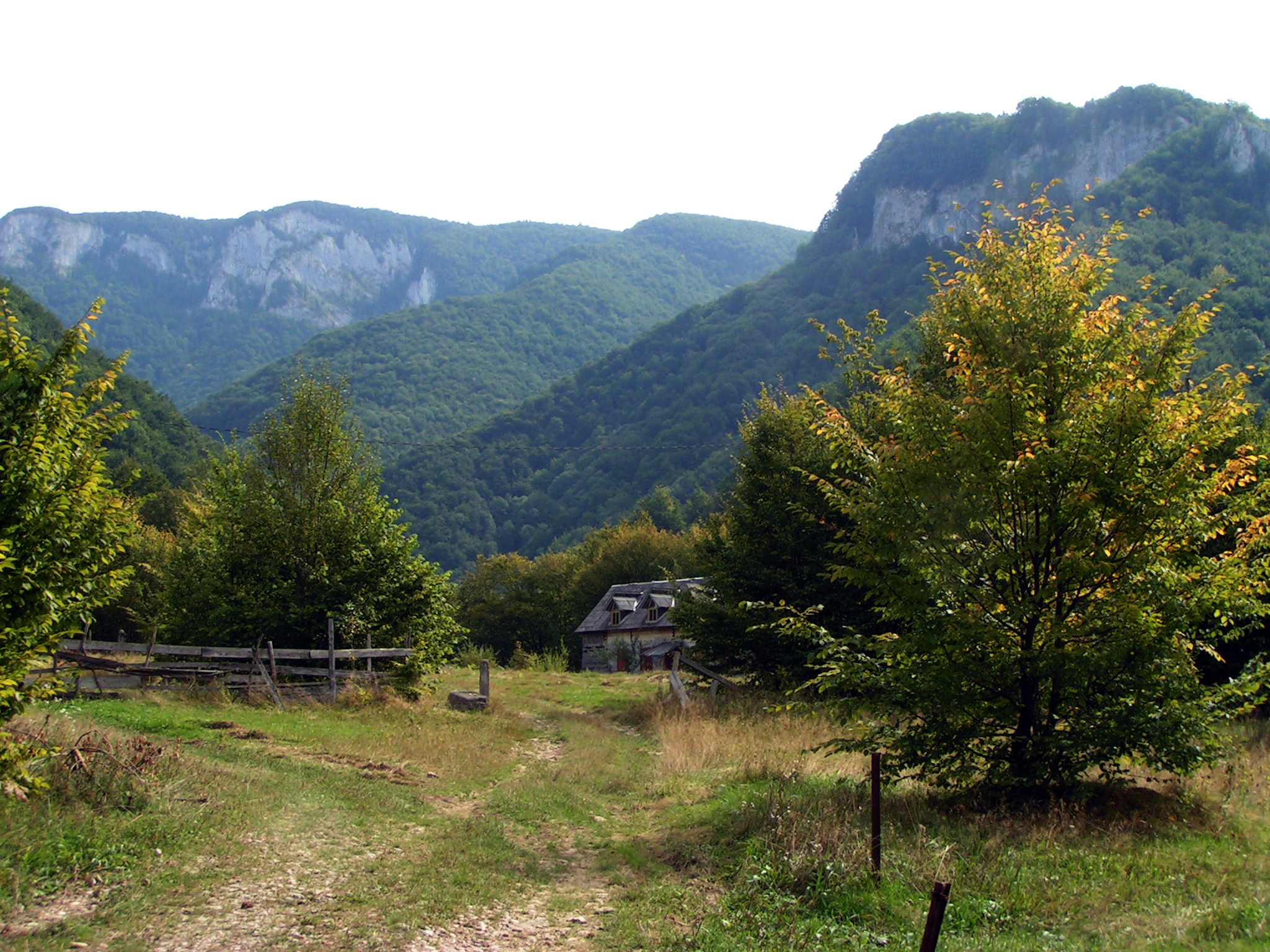
Boga-katlan
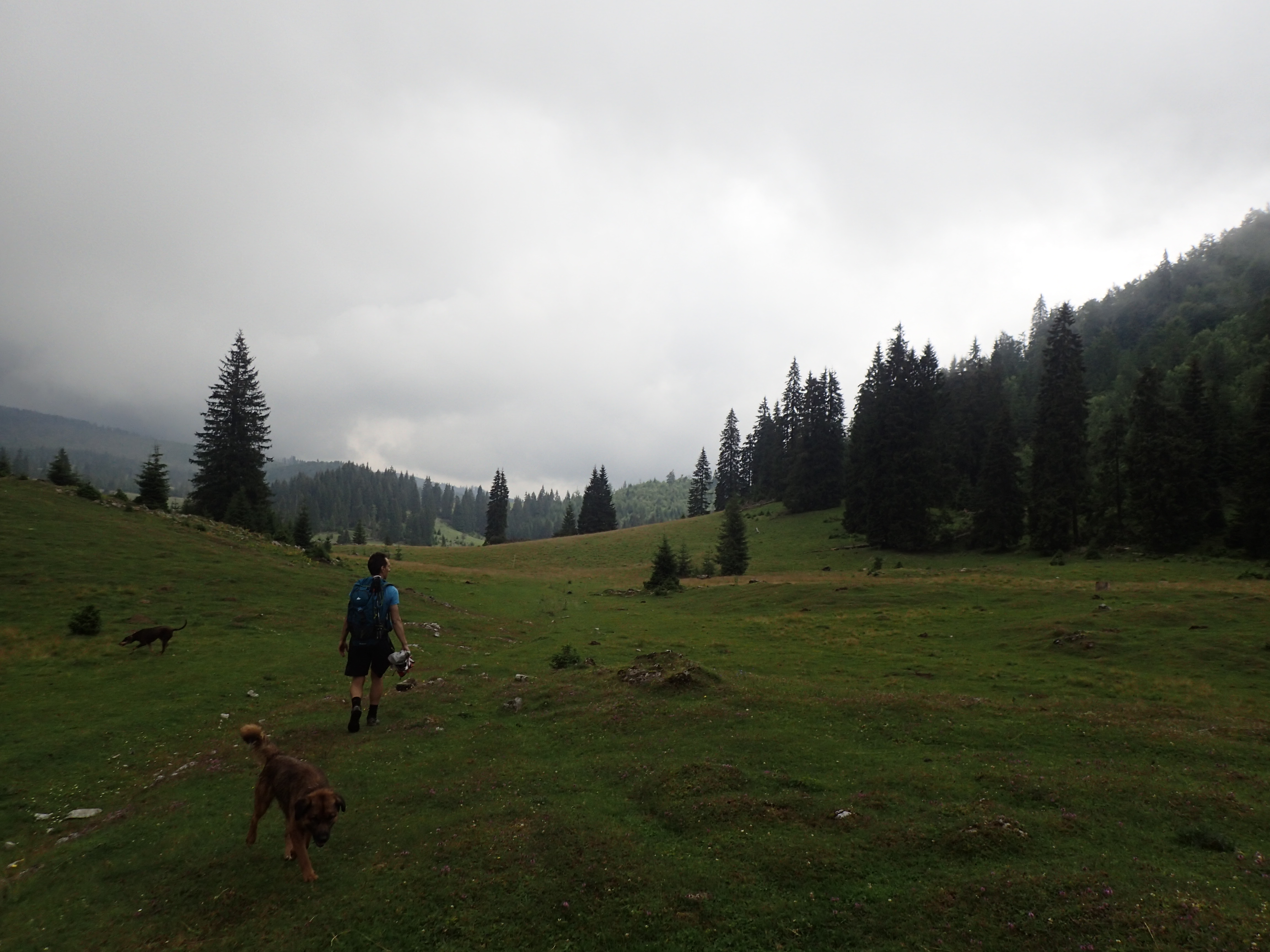
Varasó-rét
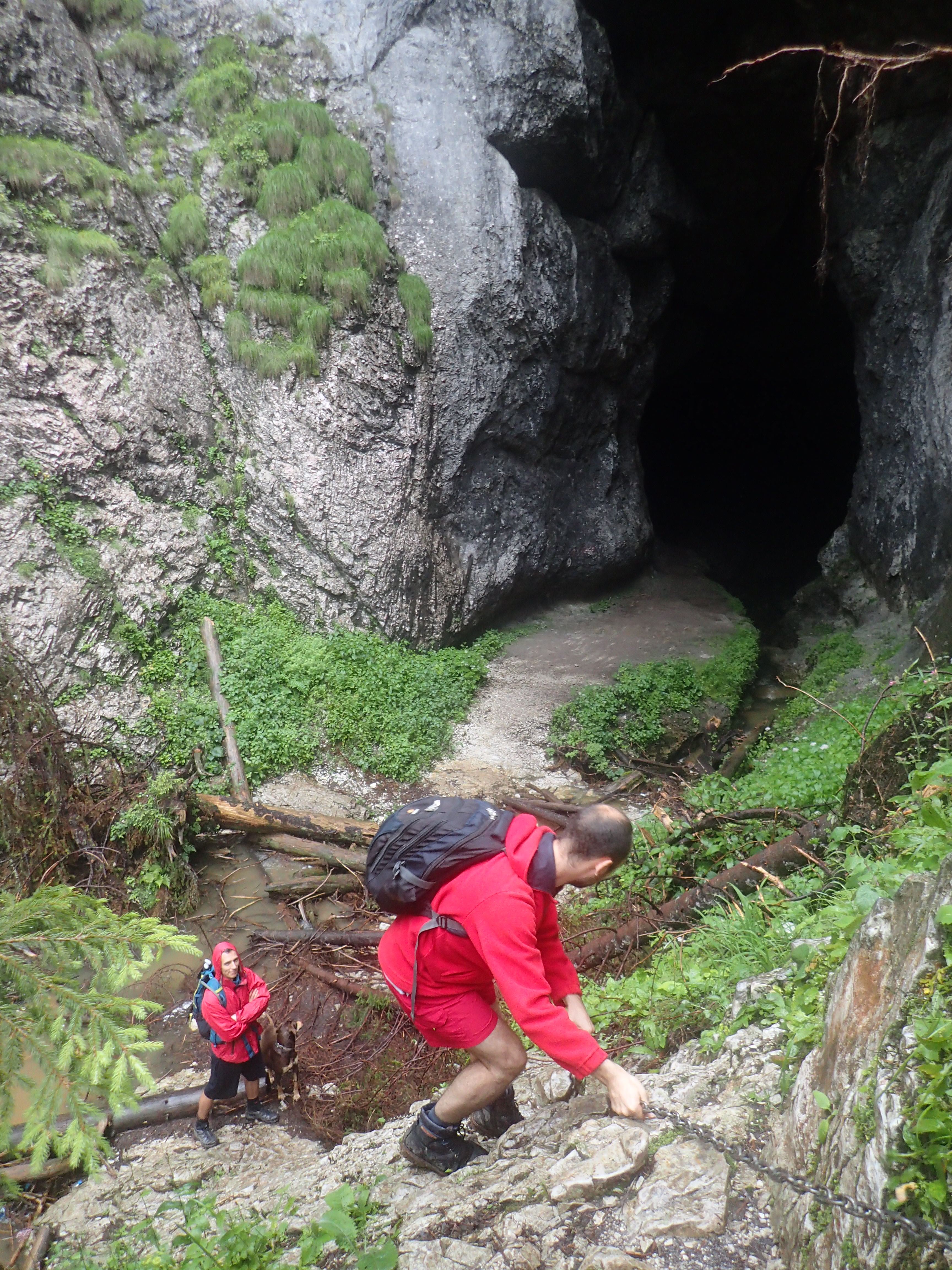
az Aragyásza-barlang bejárata
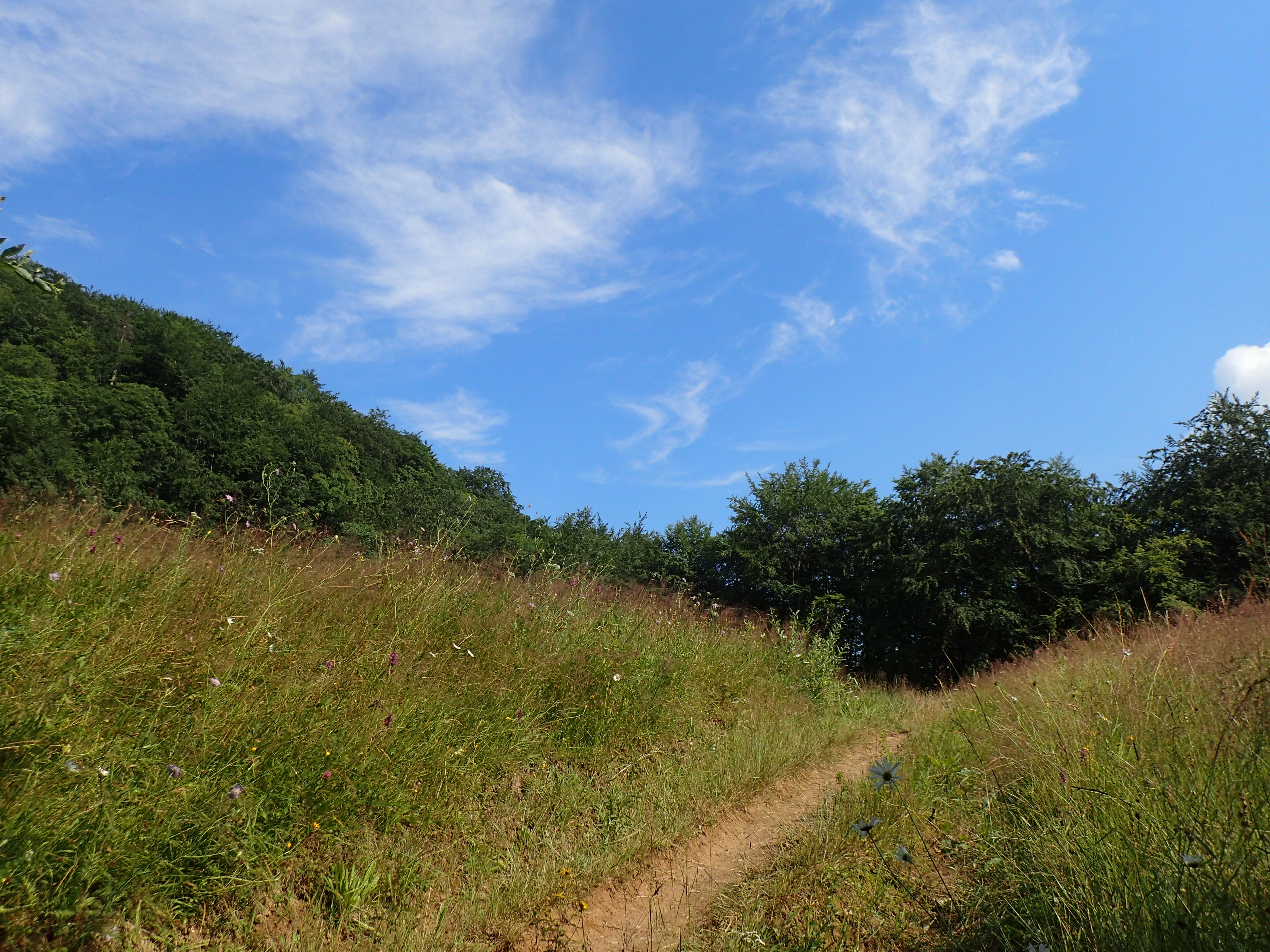
Flóra-rét

### Szálláshelyek
A fennsíkon és környékén a szálláshelyeket néhány menedékház és panzió jelenti; ezek összesen kevesebb, mint háromszáz férőhelyet biztosítanak. 2003-ban a magántulajdonban álló CTHR Padiş cég ingatlanfejlesztési projektet kezdeményezett, amely kétezer főnek biztosított volna szállást. Környezetvédő szervezetek bíróságon támadták meg Bondoraszó községnek az ingatlanfejlesztést lehetővé tévő határozatát, amely védett területeket minősített belterületté.
Az Északnyugat-romániai fejlesztési régió 2021-2027-re vonatkozó stratégiai terve országos jelentőségű üdülőtelep kialakítását javasolja a Pádis-fennsík környékén. Mintegy 100 hagyományos ház vagy magas színvonalú camping (glamping) építését tervezik.
A vadkempingezés elvileg tilos, de a hatóságok többnyire elnézték, ami viszont a turisták növekvő száma miatt köztisztasági problémákhoz, és a védett természeti értékek károsításához vezet.

### Jelzett turistautak
| Jelzés | Útvonal | Távolság | Szintkülönbség                     | Nehézségi fokozat                          | Hivatkozás |
| ------ | --- | -------- | ---------------------------------- | ------------------------------------------ | ---------- |
|        | Pádisi erdészház (Cantonul forestier Padiş) - Boga-kő kilátó (Belvedere Piatra Boghii) - Boga-csűr barlang (Peştera Şura Boghii) - letérő a Varasó menedékházhoz (Cabana Vărăşoaia) | 2 km     | emelkedő: 200 m ereszkedő: 250 m   | alacsony                                   | [ 24 ]     |
|        | Pádis menedékház (Cabana Padiş) - Ponor-rét (Poiana Ponor) - Hamlet-barlang) (Peştera Căput) - Poiana Căput | 5 km     | ereszkedő: 240 m                   | alacsony                                   | [ 25 ]     |
|        | Vértop- vagy Bihar-hágó (Şaua Vârtop) - Rozsda-szakadék (Groapa Ruginoasă) - Valea Cheia Rea - Vârful Grohoţilor - Vârful Faţa Goală - Vaskohsziklás (Ştei) | 7,5 km   | emelkedő: 210 m ereszkedő: 248 m   | alacsony                                   | [ 26 ]     |
|        | „La Grajduri" kemping - Várak völgye (Valea Cetăţilor) - Pr. Sec - Jézer csúcs (culme Chicera) - Valea Gârdişoara - Casa de Piatră | 9,5 km   | emelkedő: 210 m ereszkedő: 248 m   | alacsony                                   | [ 27 ]     |
|        | Pádis menedékház (Cabana Padiş) - Őr-rét (Şesul Gârzii) - Gardisora völgye (Valea Gârdişoara) - P. Gura Apei - P. Şura Popii - Izbucul de la Coliba Ghiobului - Casa de Piatră - Száraz-Girda völgye (Vl. Gârda Seacă) - Aranyosfői jégbarlang (Gheţarul Scărişoara) | 15,2 km  | emelkedő: 488 m ereszkedő: 570 m   | alacsony                                   | [ 28 ]     |
|        | Glavoi kemping - a sárga pont és a sárga kereszt útvonalak találkozása - a Galbena kő-höz vezető letérő - Fekete zsomboly (Peştera Neagră) - Fekete-tó (Tăul Negru) - Bárszai jégbarlang (Gheţarul de la Barsa) - sárga pont és sárga kereszt útvonalak találkozása a Zapodie barlang közelében - Bál-rét - Pádis menedékház | 17 km    | emelkedő: 317 m ereszkedő: 182 m   | alacsony                                   | [ 29 ]     |
|        | Elveszett Világ - Pádis menedékház - Poiana Rotunda - a Bradetanului patak (Pârâul Brădeţanului) bal partja - Medve-patak (Pârâul Ursului) - Hideg Forrás (Izvorul Rece) - Iker-zsomboly (Avenul Gemănata) - Fekete-zsomboly (Avenul Negru) - Fedett-zsomboly (Avenul Acoperit) - Pionír-zsomboly (Avenul Pionierilor) | 28 km    | emelkedő: 1270 m ereszkedő: 321 m  | alacsony                                   | [ 30 ]     |
|        | A Kék-Magura körútja (Circuit Măgura Vânătă): Pádis menedékház - Kék-Magura csúcs (Vârful Măgura Vânătă) - Kis-Magura csúcs (Vârful Măgura Mică) - Varasó-rét (Poiana Vărăşoaia) | 8,5 km   | emelkedő: 433 m ereszkedő: 463 m   | közepes                                    | [ 31 ]     |
|        | Boga üdülőfalu (Satul de vacanţă Boga) - Dealul Păltinetul - Hideg-kút csúcs (Vârful Fântâna Rece) - Bohogyő nyereg (Şaua Bohodei) | 9,2 km   | emelkedő: 1240 m ereszkedő: 330 m  | közepes                                    | [ 32 ]     |
|        | Suttogó-kő (Piatra Grăitoare) - Oncsásza rét (Poiana Onceasa) - Alunu Mic völgye (Valea Alunul Mic) - Égett-kő (Camping Runcu Ars) | 9,5 km   | emelkedő: 210 m ereszkedő: 350 m   | közepes                                    | [ 33 ]     |
|        | Felsőmezős (Sat Câmpani) - Kisszegyesd (Sat Sighiştel) - Kisszegyesd völgye (Vl. Sighiştelului) - Barlangok: (P. Măgura - P. Coliboaia) - P. Din Dosu Muncelului - Calea Fusului - DN75 km 25+100 | 12,5 km  | emelkedő: 1173 m ereszkedő: 307 m  | közepes                                    | [ 34 ]     |
|        | Kisszegyesd völgye (Valea Sighiştelului) - Sodolul Laurului - Tataros-hegy (Dealul Brusturi) - Medve-barlang (Peştera Urşilor) - Tataros völgye (Valea Brusturi) - Dealul Dosuri - Faţa Plaiului - Magura-barlang (Peştera Măgura) - Kisszegyesd völgye - Sodolul Laurului | 14 km    | összesen: 643 m                    | közepes                                    | [ 35 ]     |
|        | Vasaskőfalva (Pietroasa) - Vizek köze (Între Ape) - Boga üdülőtelep (Sat de vacanţă Boga) - Faţa Plaiului - Fântâna Roşie - Şaua Scăriţa - Pádis fennsík (Şesul Padiş) - Pádis menedékház (Cabana Padiş) | 22 km    | emelkedő: 1320 m ereszkedő: 754 m  | közepes                                    | [ 36 ]     |
|        | Vasaskőfalva - Köves-Körös völgye (Valea Crişului Pietros) - Vizek köze (Între Ape) - Galbena-völgy (Valea Galbenei) - Lankás-völgy (Valea Luncşoara) - Cornul Poniţa - Valea Cobleşului - Lepus (Arieşeni) | 25 km    | emelkedő: 1775 m ereszkedő: 1258 m | közepes                                    | [ 37 ]     |
|        | Vigyázó menedékház (Cabana Vlădeasa) - Hegyek közti nyereg (Şaua între Munţi) - Néma-havas (Vf. Nimăiasa) - Mikó-csúcs (Vf. Micău) - Őrkövek (Gardul de Piatră) - Tolvajos-kő (Piatra Tâlharului) - Golgota (Coasta Brăiesei) - Kopott csapás nyerge (Şaua Cumpănăţelul) - Égett-kő (Piatra Arsă) - Varasó-rét (P-na Vărăşoaia) - Pádis menedékház (Cabana Padiş) - Őr-rét (Şesul Gârzii) - Apa din Piatră - Öreg-havas (Vf. Bătrâna) - P-na Călineasa - Capu Şanţului - Vf. Clujului - Akol falu (Cătun Ocoale) - Szkerisóra panzió (Pensiunea Scărişoara) - Ördöngös-szoros (Vl. Ordâncuşa) - Felsőgirda (Gârda de Sus) | 68,5 km  | emelkedő: 1942 m ereszkedő: 2609 m | közepes, de nagyon hosszú                  | [ 38 ]     |
|        | Pádis menedékház (Cabana Padiş) - Ponor-rét (Poiana Ponor) - a Csodavár barlangrendszere (Pestera Cetatile Ponorului) - A 3-as várudvar (Dolina III) - Kilátók (Balcoane) - Glavoi kemping (Camping Glăvoi) - Pádis menedékház (Cabana Padiş) | 12 km    | emelkedő: 552 m ereszkedő: 552 m   | közepes, egyes szakaszokon rendkívül magas | [ 39 ]     |
|        | Varasó-rét (Poiana Vărăşoaia) - Aragyásza barlang (Peştera Cetăţile Rădesei) - Kilátó (Belvedere) - Căpiţa - Meleg-Szamos völgye (Valea Someşului Cald) - Honu-barlang (Peştera Honu) - Száraz-barlang (Peştera Uscată) - Aragyásza barlang a kilátók felé - Varasó-rét | 9,5 km   | emelkedő: 582 m ereszkedő: 445 m   | magas                                      | [ 40 ]     |
|        | Vasaskőfalva (Pietroasa) - Aló völgye (Valea Aleului) - Aló-rét (Poiana Aleului) - Bohogyő v. Nagy Phaeton vízesés (Cascada Bohodei) - Bohogyő nyereg (Şaua Bohodei) - P-na Boiului - Kígyó-völgy (Vl. Şerpilor) - Aló völgye (Vl. Aleului) | 17 km    | emelkedő: 1182 m                   | magas                                      | [ 41 ]     |
|        | Galbena-körút (Circuitul Galbenei): Pádis menedékház - Ponor-rét - Csodavár (Cetatile Ponorului) - Porcika-zsomboly (Avenul Borţig) - Galbena-vízkelet (Izbucul Galbenei) - Galbena-szoros (Cheile Galbenei) - Flóra-rét (Poiana Florilor) - Eszkimó-jégbarlang (Gheţarul Focul Viu) - (letérő a Galbena-kőhöz) - Glavoi erdészház (Canton Glăvoi) - Pádis menedékház | 19 km    | emelkedő: 1200 m ereszkedő: 550 m  | magas                                      | [ 42 ]     |